# Castalius angustior
Castalius angustior är en fjärilsart som beskrevs av Satudinger 1889. Castalius angustior ingår i släktet Castalius och familjen juvelvingar. Inga underarter finns listade i Catalogue of Life.